# Hryhorij Halczenko
Hryhorij Ołeksandrowycz Halczenko, Grigorij Aleksandrowicz Galczenko (ukr. Григо́рій Олекса́ндрович Га́льченко, ros. Григорий Александрович Гальченко, ur. 1901 we wsi Procowka w guberni czernihowskiej, zm. 1938) – polityk Ukraińskiej SRR.

## Życiorys
Był członkiem WKP(b). Od 29 grudnia 1937 do maja 1938 pełnił funkcję przewodniczącego Komitetu Wykonawczego Odeskiej Rady Obwodowej. W 1938 podczas wielkiego terroru w ZSRR został aresztowany, 28 września 1938 skazany na śmierć i następnie rozstrzelany.